# The Battle of Who Run
The Battle of Who Run è un cortometraggio muto del 1913 diretto e interpretato da Mack Sennett con Mabel Normand e Nick Cogley.

## Produzione
Fu prodotto dalla Keystone Film Company con il titolo di lavorazione The Battle.

## Distribuzione
Il film - un cortometraggio di 302,65 metri - uscì nelle sale USA il 6 febbraio 1913, distribuito dalla Mutual Film Corporation.